# Piophila flavifacies
Piophila flavifacies är en tvåvingeart som beskrevs av Enrico Adelelmo Brunetti 1909. Piophila flavifacies ingår i släktet Piophila och familjen ostflugor. Inga underarter finns listade i Catalogue of Life.